# Рубеж (Брянская область)
Рубеж — упразднённый посёлок в Климовском районе Брянской области России. Входил в состав Новоропского сельского поселения. Исключен из учётных данных в 2005 году.

## География
Посёлок находился в юго-западной части Брянской области, в зоне хвойно-широколиственных лесов, в пределах Полесской низменности, на границе с Новгород-Северским районом Черниговской области Украины, в близи места пересечения границы бывщей железнодорожной веткой Новозыбков - Новгород-Северский, на расстоянии примерно 18 километра (по прямой) к юго-востоку от Климова, административного центра района.

### Климат
Климат характеризуется как умеренно континентальный, с умеренно тёплым летом и относительно мягкой зимой. Среднегодовая многолетняя температура воздуха составляет 5,2 °C. Средняя температура воздуха самого тёплого месяца (июля) — 18,2 °C (абсолютный максимум — 36 °C); самого холодного (января) — −8,1 °C (абсолютный минимум — −37 °C). Безморозный период длится в среднем 158 дней. Среднегодовое количество атмосферных осадков составляет 590 мм, из которых большая часть выпадает в тёплый период. Снежный покров держится в течение 113 дней.

## Население
Согласно результатам переписи 2002 года в национальной структуре населения русские составляли 86 % из 7 чел